# Contea di Wickepin
La contea di Wickepin è una delle 43 local government areas che si trovano nella regione di Wheatbelt, in Australia Occidentale. Si estende su di una superficie di circa 1.989 chilometri quadrati ed ha una popolazione di 716 abitanti.